# Swistniederung bei Miel
Koordinaten: 50° 40′ 26″ N, 6° 55′ 55″ O

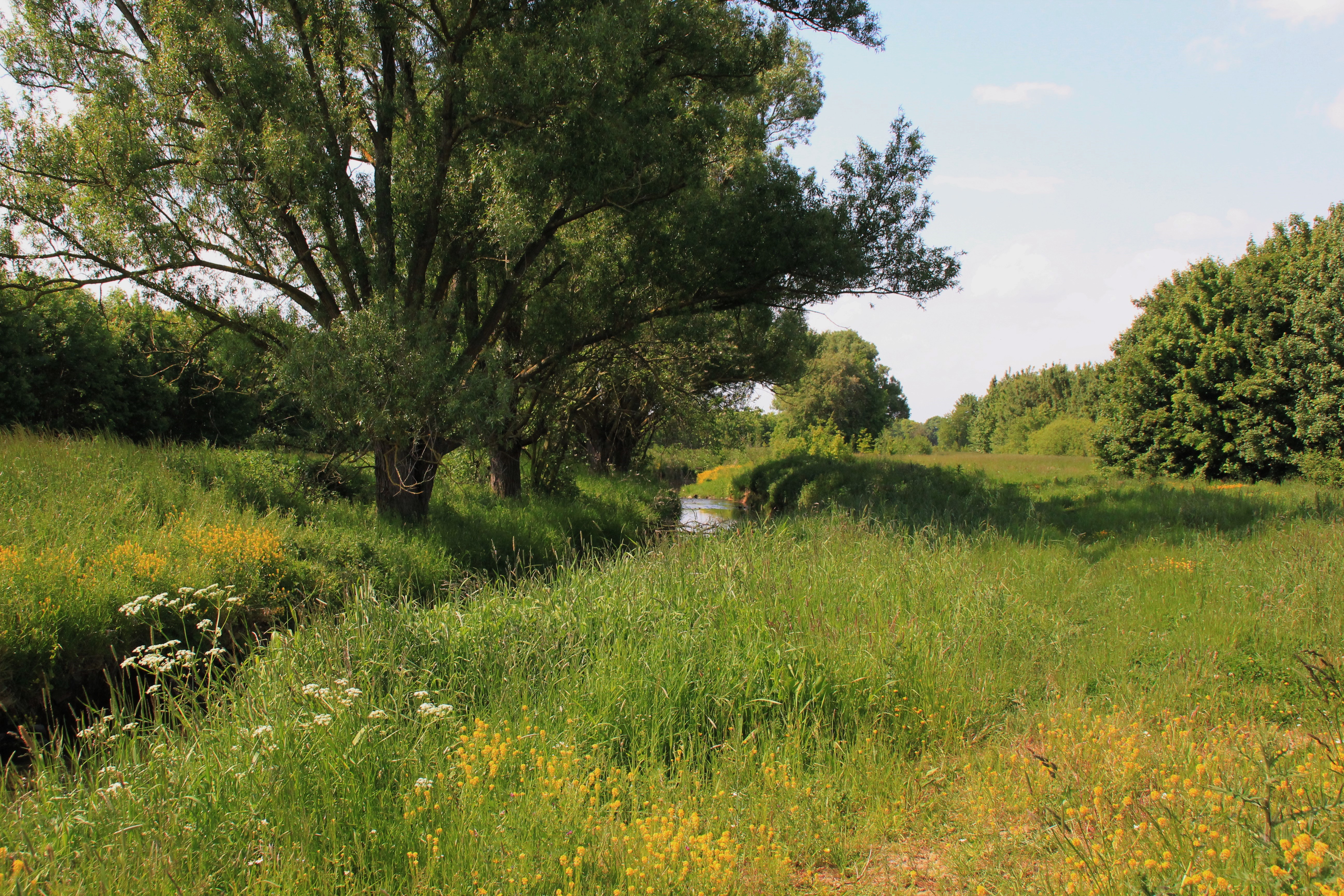
Naturschutzgebiet Swistniederung bei Miel (Mai 2015)

Das Naturschutzgebiet Swistniederung bei Miel liegt auf dem Gebiet der Gemeinde Swisttal im Rhein-Sieg-Kreis in Nordrhein-Westfalen. Das Gebiet erstreckt sich nordöstlich der Swisttaler Ortschaft Miel entlang des Swistbaches. Am nördlichen Rand des Gebietes verläuft die B 56, östlich die Landesstraße 163, südlich die Kreisstraße K 52 und westlich die A 61. Westlich erstreckt sich das etwa 15,8 ha große Naturschutzgebiet Wald am Schloss Miel.

## Bedeutung
Das etwa 40,4 ha große Gebiet wurde im Jahr 1998 unter der Schlüsselnummer SU-058 unter Naturschutz gestellt. Schutzziele sind der Schutz und der Erhalt einer aufgelassenen Kiesgrube als wichtiges Sekundärbiotop zahlreicher Tier- und Pflanzengemeinschaften sowie als Rückzugs- und Regenerationsraum innerhalb des Biotopverbundsystems der Swistbachaue.